# Royaume d'Altava
578–708
Entités précédentes :
- Royaume des Maures et des Romains

Entités suivantes :
- Califat omeyyade de Damas

Le royaume d'Altava ou royaume d'Oranie,(en tamazight : ⵜⴰⴳⵍⴷⵉⵜ ⵏ ⴰⵍⵜⴰⴱⴰ ) est un royaume berbère indépendant centré sur la ville d'Altava dans le nord de l'actuelle Algérie. Le royaume d'Altava est un état successeur de l'ancien royaume des Maures et des Romains qui contrôlait une grande partie de l'ancienne province romaine de Maurétanie césarienne. Ce royaume s'effondre à la suite des campagnes militaires des Byzantins visant à réduire son influence et son pouvoir après que le roi Garmul ait envahi l’exarchat d’Afrique.
L'effondrement du royaume des Maures et des Romains entraîne la montée de plusieurs petits royaumes berbères dans la région, notamment le royaume d'Altava, qui est centré sur la capitale de l'ancien royaume. Le royaume continue probablement d'exister au Maghreb jusqu'à la conquête de la région par le califat omeyyade aux VIIe et VIIIe siècles.

## Histoire

### Contexte
Le royaume des Maures et des Romains est fondé au début du ve siècle après les conquêtes berbères partielles de la Maurétanie romaine. À la fin du iiie siècle, la domination romaine directe est déjà confinée à quelques villes côtières (comme Septum en Maurétanie tingitane et Césarée en Maurétanie césarienne). Les sources historiques sur les zones intérieures sont rares, mais celles-ci sont apparemment contrôlées par des dirigeants berbères locaux qui, toutefois, maintiennent un certain degré de culture romaine, y compris les villes locales, et reconnaissent généralement nominalement la suzeraineté des empereurs romains.
Après la conquête vandale de l’Afrique du Nord et l’instauration du royaume vandale, ces villes s'isolent complètement et tombent finalement sous le contrôle des berbères romanisés de la région. Les berbères forment un royaume barbare indépendant, nommé Regnum Maurorum et Romanorum, le « royaume des Maures et des Romains ». Ce royaume devient une puissance locale, se retrouvant souvent en guerre avec le royaume vandale voisin. Lorsque l'Empire byzantin envahit les Vandales dans le but de reconquérir l'Afrique du Nord, le royaume des Maures et des Romains, alors dirigé par le roi Masuna, s'allie avec les Byzantins contre les Vandales. Cependant, les dirigeants ultérieurs entrent en conflit avec l'Empire. Après une campagne militaire ratée du roi Garmul contre l'Empire byzantin, l'Empire réintègre certains territoires côtiers et le royaume s'effondre.

### État-croupion
Bien que le domaine du royaume des Maures et des Romains se soit effondré et que d'autres royaumes émergent de ses ruines, tels que le royaume de l'Ouarsenis et le royaume du Hodna, un royaume berbère romanisé continue d'être gouverné depuis la ville d'Altava, bien que sa taille soit nettement inférieure à celle du royaume qui fut dirigé par Garmul. Au cours de cette période, le christianisme devient la religion prédominante dans le royaume d'Altava. Une nouvelle église est construite dans la capitale Altava en cette période. Diverses inscriptions funéraires chrétiennes récemment découvertes à Altava et aux alentours en témoignent, mais ce qu'il advient du royaume lui même et ses dirigeants est inconnu.